# Kalypso
In de Griekse mythologie is Kalypso (Oudgrieks:Καλυψώ, vermoedelijk van καλύπτω, 'verbergen') of Calypso een dochter van Atlas.
Kalypso zit vast op een mythisch eiland genaamd Ogygia, als straf van de Olympiërs. Ze kreeg deze straf omdat ze tijdens de oorlog tussen de Goden en Titanen kant koos voor haar vader en de Titanen. Haar gevangenschap op Ogygia was echter niet haar ernstigste straf. Dat was namelijk het feit dat om de zoveel jaar een held waar Kalypso verliefd op zou worden, op bezoek zou komen. Alleen zou deze held haar altijd weer moeten verlaten. 
In Homerus' Odyssee wordt zij verliefd op Odysseus ("... zij begeerde hem tot man") en houdt hem zeven jaar bij zich op haar eiland, maar zij slaagt er - ondanks een belofte van onsterfelijkheid en eeuwige jeugd - niet in hem zijn vaderland en zijn vrouw en kind te doen vergeten. Door het eensgezinde ingrijpen van de goden, duidelijk bepaald door Athena, die Odysseus veilig thuis wenst en met tussenkomst van de bode Hermes, wordt zij ten slotte gedwongen haar gevangene te laten gaan. Kalypso zou met Odysseus twee kinderen hebben: Nausithoös en Nausinoös.

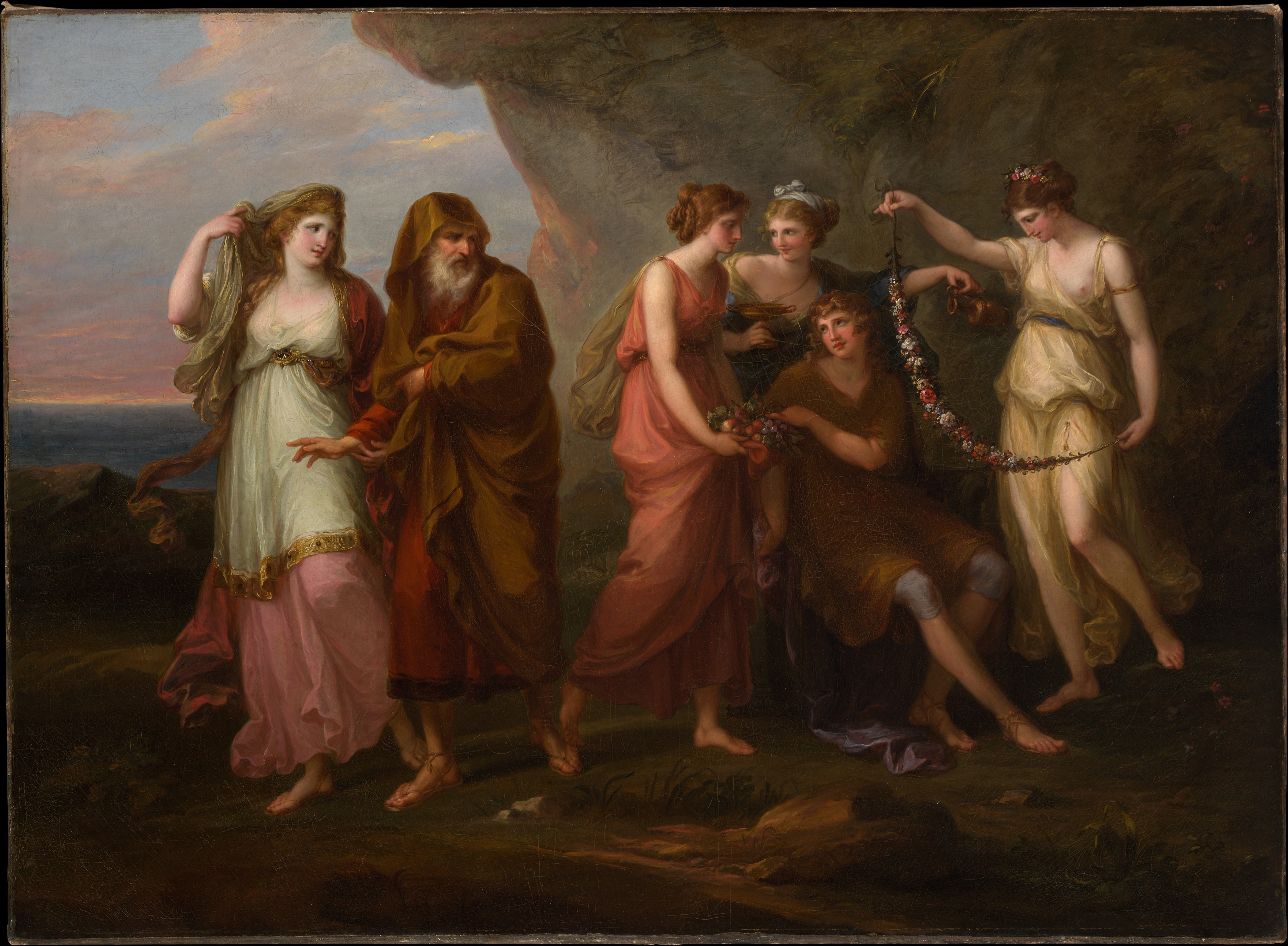
Telemachus en de nimfen van Kalypso (1782), Angelika Kauffmann, The MET
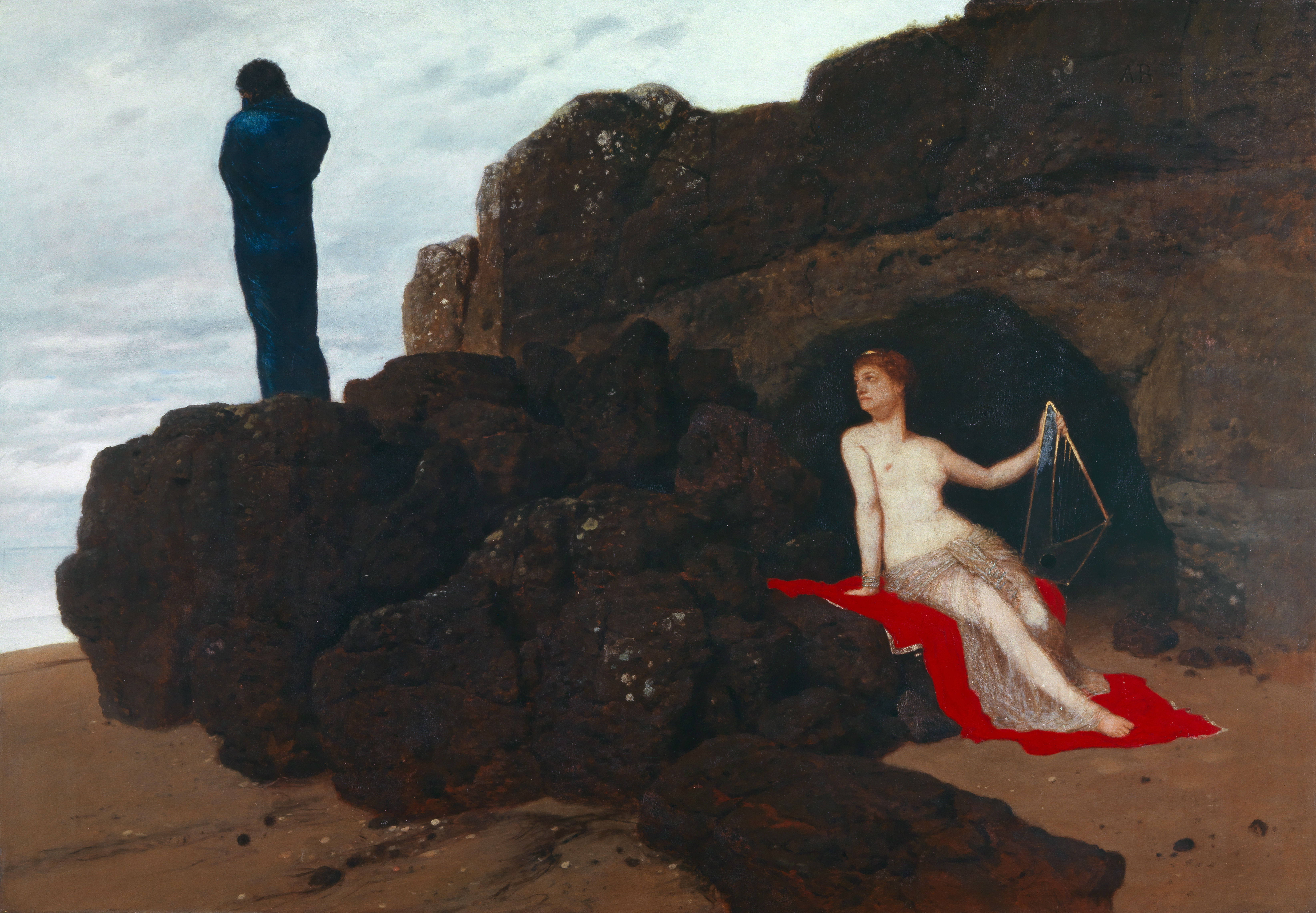
Odysseus en Kalypso (1883), Arnold Böcklin, Kunstmuseum Basel

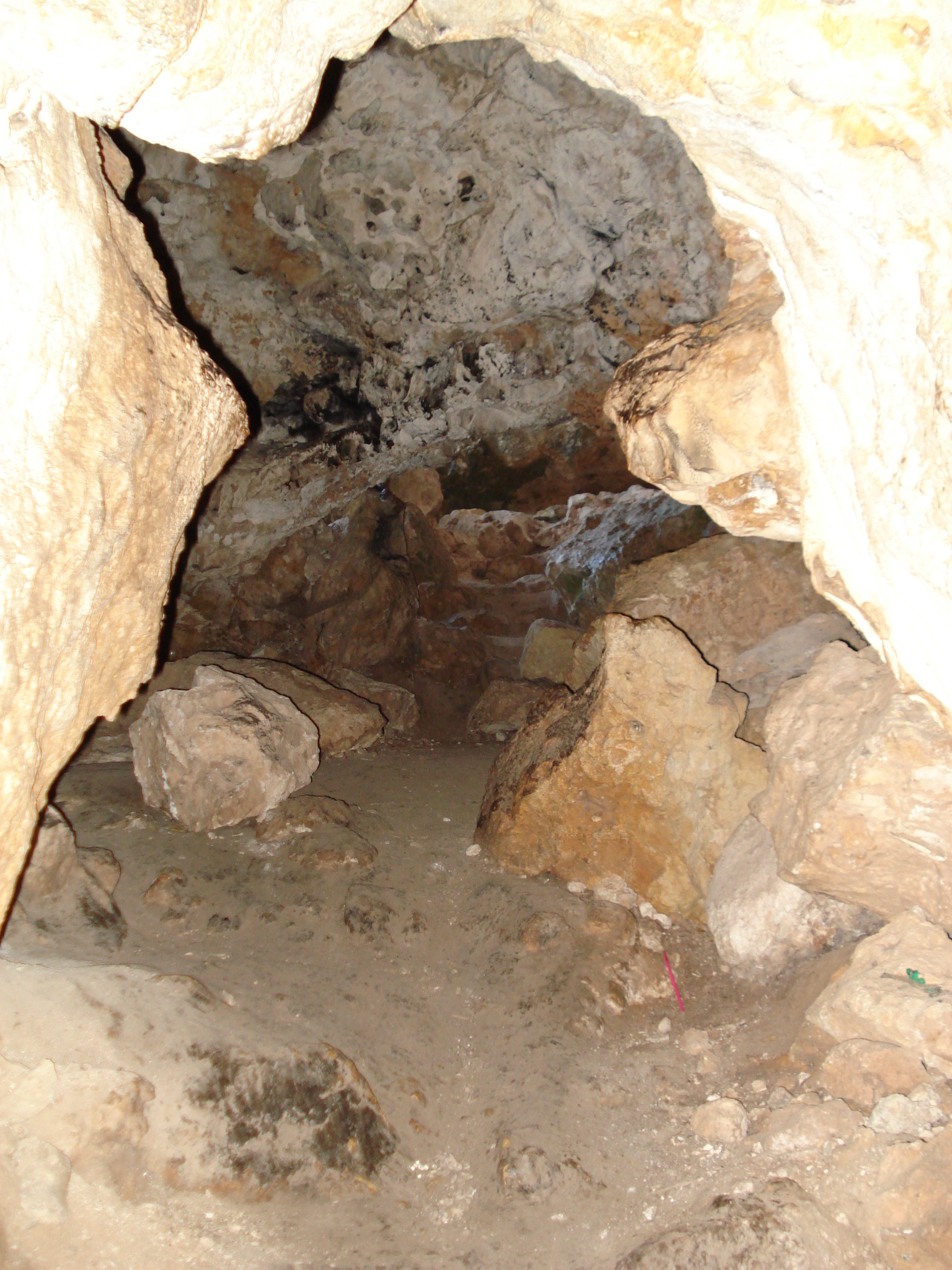
Grot van Kalypso op Gozo

Identificatie van een daadwerkelijk eiland of een daadwerkelijke grot met die uit de mythe is problematisch. Toch wordt van sommige plekken beweerd dat daar de grot van Kalypso zich zou bevinden, zoals een grot op het eiland Gozo, dat bij Malta hoort, en een grot op het eiland Mljet in Kroatië.
- Bibliothèque nationale de France: cb133296997 (data)
- Catàleg d'autoritats de noms i títols de Catalunya: 981058620063406706
- Gemeinsame Normdatei: 119137151
- Library of Congress Control Number: sh88002549
- Nationale Bibliotheek van Israël: 987007539263905171
- Système universitaire de documentation: 059443014
- Virtual International Authority File: 30340088